# 飛蠅釣

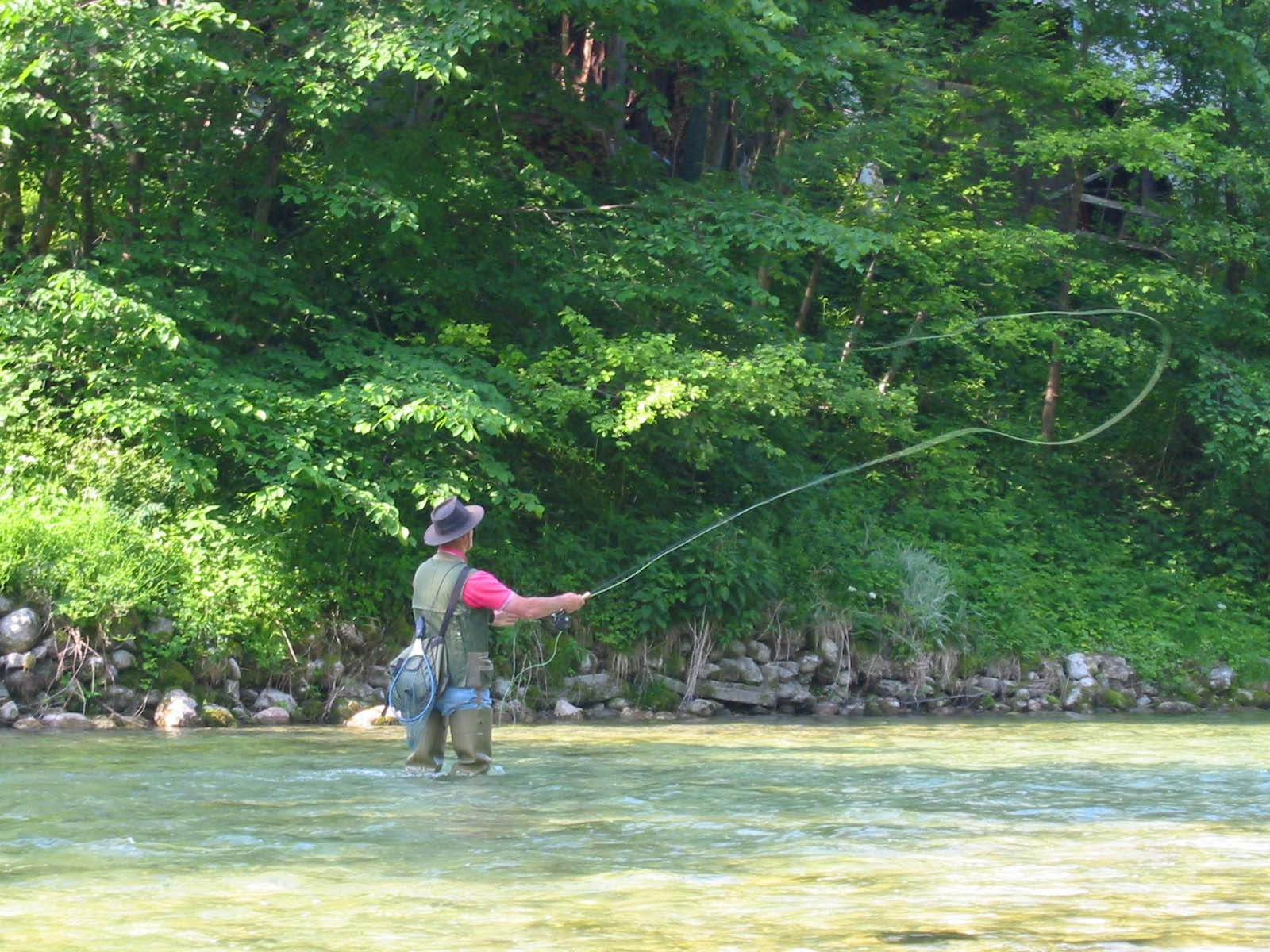
在河流中進行飛蠅釣

飛蠅釣（英語：Fly Fishing），是一種使用极轻的拟饵模拟昆虫的假饵钓鱼，特色為使用有重量的鱼线來拋動很輕的假餌，主要针对有食虫习性的淡水鱼，比如鳟鱼、鲈鱼、茴鱼和鲤鱼等。有一些飞蝇钓的拟饵也会模仿小型甲壳动物（比如虾类和磷虾）、饵鱼和蠕虫来捕捉咸水鱼，比如鲑鱼、海鲢、石首鱼、锯盖鱼和北梭鱼等。

## 特色
- 相較於普通垂釣以可食的葷餌吸引魚類，飛蠅釣則是利用皮、毛與線等材料製成毛鉤，以栩栩如生的昆蟲造型毛鉤吸引浮游於水面之魚的視覺，使之誤認為是蠅蟲而跳躍上鉤。
- 飛蠅釣法的最大特色，就是使用有重量的線，然後拋投重量線來帶動很輕的假餌。有別於其它釣法，是拋投有重量的餌。所以這使得飛蠅釣看起來較為特殊。

## 基本名詞釋義

### 蠅蟲分類
- Nymph  稚蟲或若蟲（指不完全變態之昆蟲幼體）如積翅目、蜉蝣目、蜻蛉目。
- Larva  幼蟲（指完全變態之昆蟲幼體）如毛翅目、雙翅目、廣翅目等。
- Pupa  蛹（指一切水生昆蟲的蛹期，不完全變態之昆蟲無蛹期，羽化前稱終齡蟲。Larva在進入蛹期前的幼蟲亦稱終齡蟲。)
- Dun 蜉蝣目剛剛羽化的亞成蟲。
- Adult 泛指水生昆蟲的成蟲，但蜉蝣目不在此列。
- Spinner 原意為旋轉的東西，但此處專指蜉蝣的飛行成蟲或產卵完成力竭死亡及羽化失敗而死在水上打轉的蜉蝣成蟲。
- Midge 指小型水生昆蟲，通常是指雙翅目，但積翅目、毛翅目、蜉蝣目的小型種亦可稱之。但也有大的，例如加拿大英屬哥倫比亞省的 midge 就可大到 #12 至 #10 號鉤。

### 毛鉤分類
- 乾毛鉤(Dry Fly) 浮水性昆蟲毛鉤一般通稱Dry Fly，例如：模擬蜉蝣之Adams、古典的Royal Coachman
- 濕毛鉤(Wet Fly) 沉水性昆蟲毛鉤一般通稱Wet Fly，例如：模擬水生昆蟲的成蟲死亡沉入水中。
- 飾帶毛鉤(Streamer) 這一類毛鉤通常模擬小魚，且以眩麗的造型、顏色吸引魚的好奇心。
- 若蟲毛鉤(Nymph) 專指模擬水生昆蟲幼年期的毛鉤。
- 其它(Others) 現在已不僅使用毛鉤，也可掛路亞。例如波扒、crank 小魚或 spoon...等。

## 相關作品
- 1992年電影《大河戀》（A river runs through it），Allied Filmmakers出品，導演勞勃·瑞福（Robert Redford）
- 2008年小說《時間是一條河》（Time is a river），作者瑪麗·愛麗絲·蒙蘿（Mary Alice Monroe）
- 2018年漫畫《SLOW LOOP-女孩的釣魚慢活-》（スローループ），作者うちのまいこ